# Tianquizolco
Tianquizolco är en ort i Mexiko.   Den ligger i kommunen General Canuto A. Neri och delstaten Guerrero, i den södra delen av landet, 160 km sydväst om huvudstaden Mexico City. Tianquizolco ligger 1 208 meter över havet och antalet invånare är 242.
Terrängen runt Tianquizolco är huvudsakligen lite bergig. Tianquizolco ligger uppe på en höjd. Runt Tianquizolco är det ganska glesbefolkat, med 34 invånare per kvadratkilometer. Närmaste större samhälle är Arcelia, 15,8 km sydväst om Tianquizolco. Omgivningarna runt Tianquizolco är en mosaik av jordbruksmark och naturlig växtlighet.